# بقعاتا (منطقة)

Bakaata is located in Lebanon

بقعاتا أو بلدة الاصحاء هي منطقة حضرية وبلدة لبنانية تقع في قضاء الشوف في محافظة جبل لبنان على بعد حوالي 45 كيلومترا (28 ميل) جنوب شرق بيروت، يتراوح ارتفاعها بين 850 متر (2,790 قدم) – 950 متر (3,120 قدم) فوق سطح البحر. وتشمل البلدات المجاورة سيمكنيه وعين وزين وجديدات الشوف. وسكانها هم في الغالب من الدروز.